# Nanos
Le Nanos est un petit massif montagneux à l'extrémité nord-ouest des Alpes dinariques, dans la Carniole-Intérieure, en Slovénie. C'est un haut plateau karstique comme ses voisins le Karst, au sud-ouest, et le Hrušica, au nord. Son point culminant est le Suhi Vrh (1 313 m).

## Toponymie
Le Nanos est aussi appelé Monte Re en italien ; ce nom fait peut-être référence à Alboin, roi des Lombards, qui a conduit la migration de ce peuple vers l'Italie en 568. On le désigne également dans cette langue comme l’altipiano della Bora, parce que la bora, vent catabatique du nord-est, y souffle parfois très violemment. Il correspond au mont Ocra des Anciens.

## Géographie

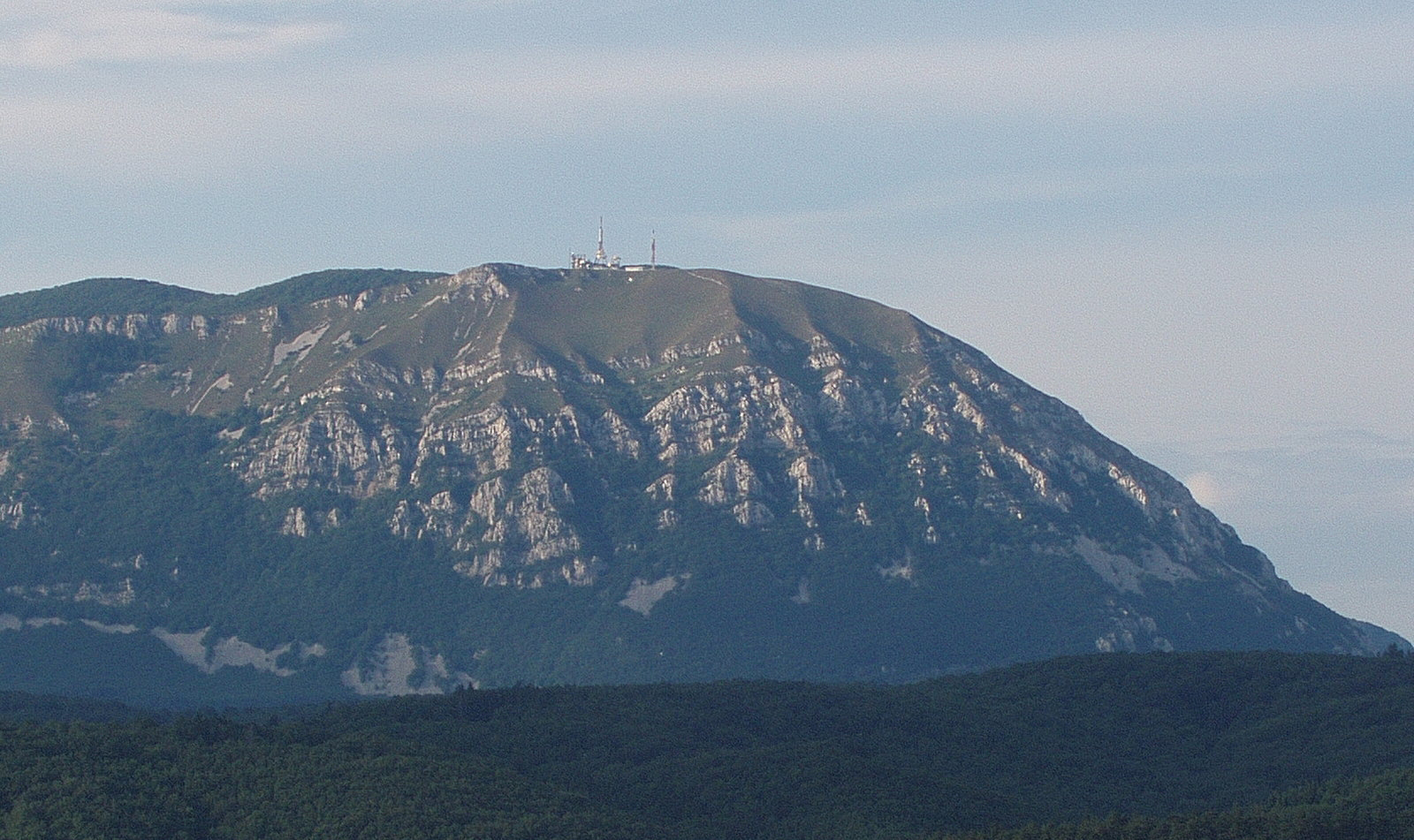
Le mont Pleša.

Le massif mesure 12 km de long (du nord-ouest au sud-est) sur 6 km de large. Il domine la haute vallée de la Vipava à l'ouest et le bassin de la Nanoščica (sl) et de la Pivka à l'est, tandis qu'au nord il est séparé du plateau du Hrušica par le col d'Ad Pirum. Son extrémité sud-est, où se trouve le mont Pleša (1 262 m) facilement reconnaissable par les installations du site d'émission et de transmission, s'achève par des pentes très abruptes et rocheuses au-dessus du village de Razdrto, tandis qu'à l'ouest et au sud-ouest le niveau descend progressivement vers la Vipava.
Du mont Pleša, la vue porte sur tout le sud-ouest de la Slovénie et le nord de la mer Adriatique ; par beau temps, elle s'étend jusqu'en Vénétie.

## Activités

### Site d'émission et de transmission du mont Pleša
D'importants équipements de diffusion de télévision et de radio ainsi que des relais hertziens ont été installés sur le sommet du Pleša à partir de 1962. Ils comprennent une tour de 50 m. L'émetteur puissant couvre non seulement le littoral slovène, mais déborde largement vers l’Italie (littoral de l'Adriatique) et la Croatie (Istrie). Le site est géré par Radiotelevizija Slovenija, entreprise publique.

### Parc naturel
Un parc naturel d'une superficie de 2 632 ha a été créé en 1987 sur la partie sud et ouest du Nanos. Il est apprécié des randonneurs. Il présente une grande richesse botanique, mêlant des espèces alpines, dinariques et méditerranéennes : Arabis scopoliana, Campanule de Marchesetti (endémique), Athamante de Crète, Gentiane jaune, Sesleria autumnalis, Charme-houblon.

### Tourisme
Le Nanos est bien connu des randonneurs. Il est traversé par deux étapes de l'itinéraire rouge de la Via Alpina (R4 et, partiellement, R5) et par le Slovenian Mountain Hiking Trail (en). À proximité immédiate du mont Pleša se trouve un refuge, le Vojko Lodge (Vojkova koča, en slovène).
L'église Saint-Jérôme (Sveti Jeronim), isolée dans la montagne à 1 019 m, est attestée depuis le XIVe siècle, mais l'édifice actuel a été édifié à la fin du XVIe siècle ou au début du XVIIe siècle. Longtemps abandonnée, elle a été restaurée vers 1990.

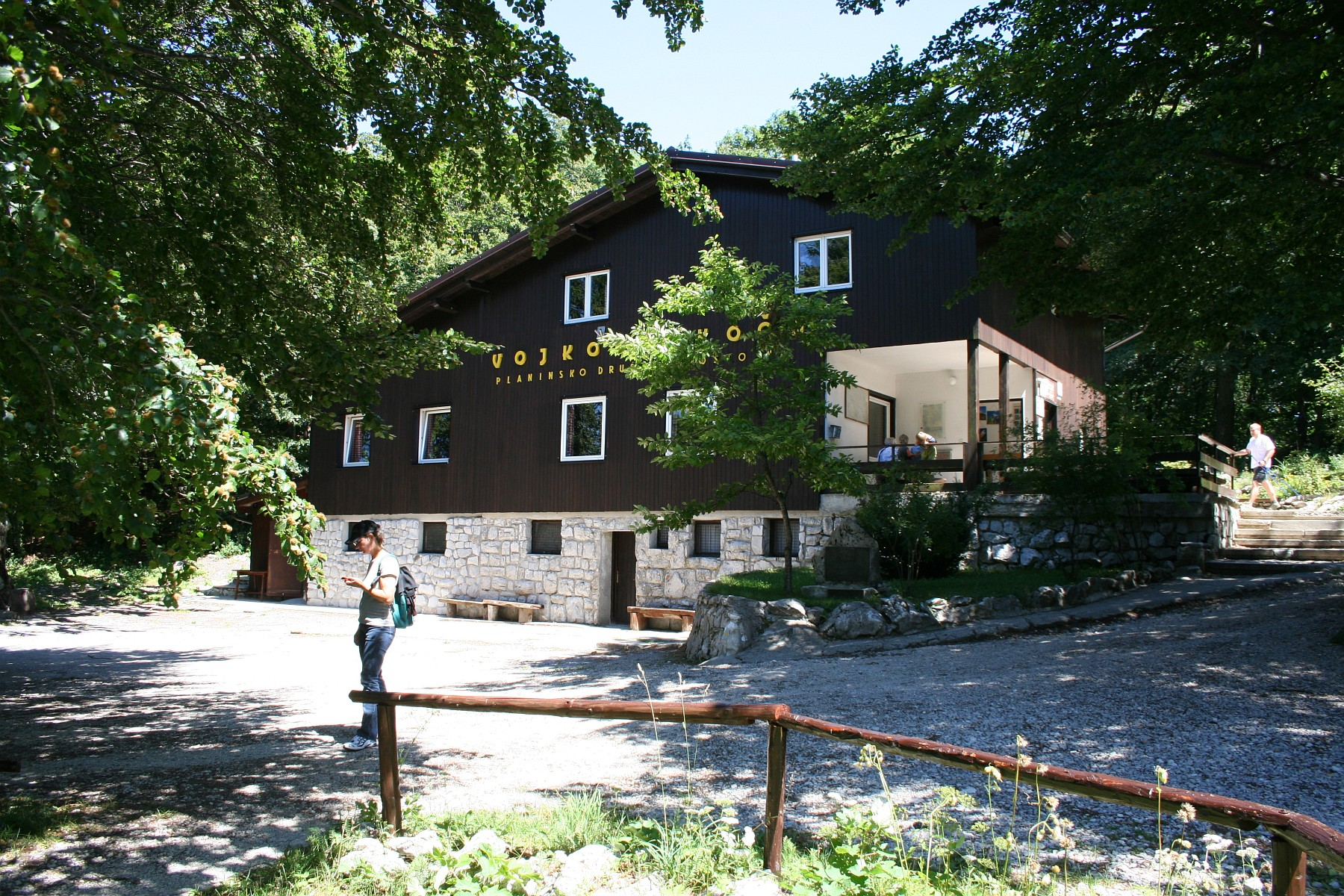
Vojkova koča. Chalet du mont Pleša.
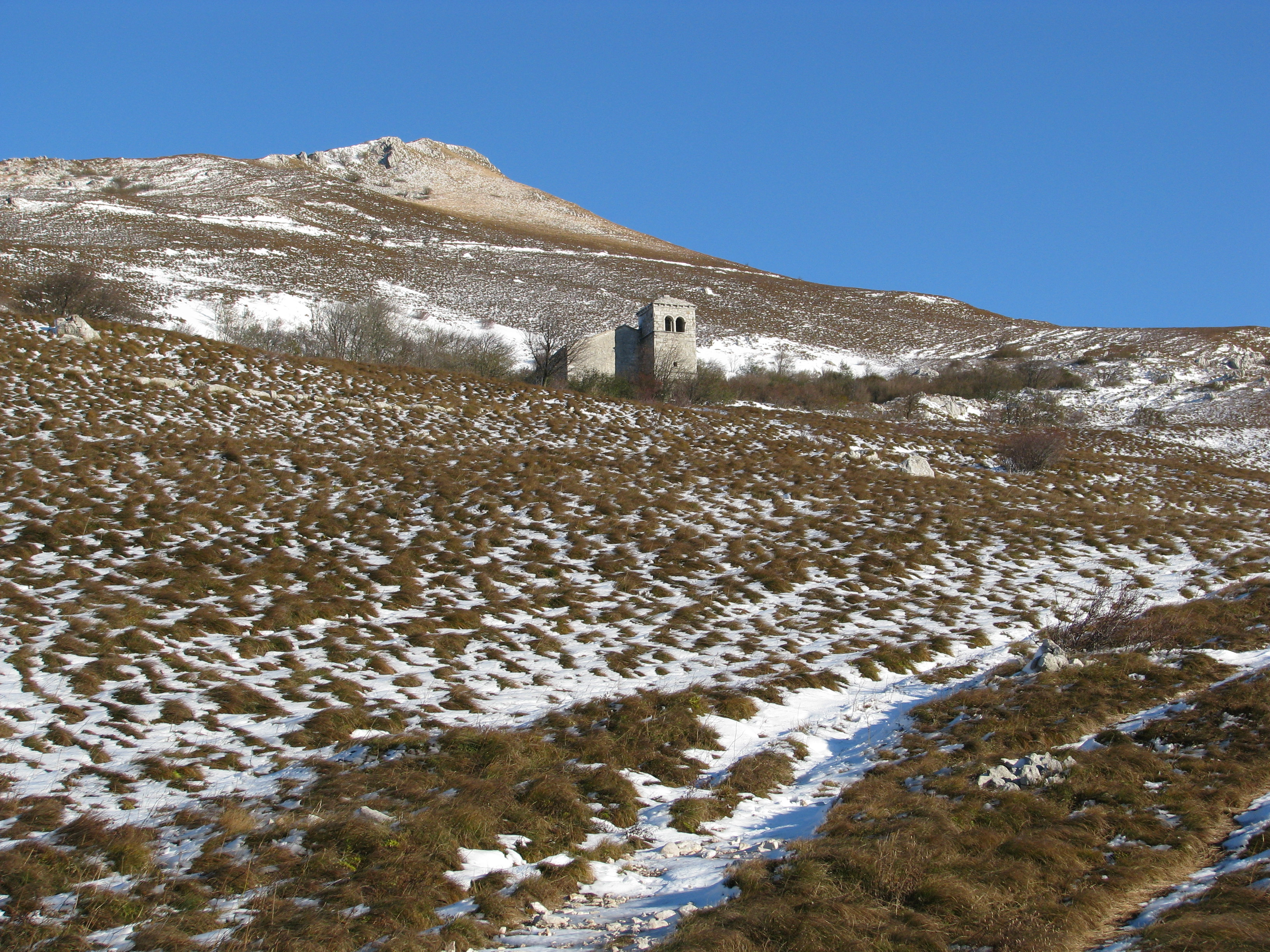
Église Saint-Jérôme.
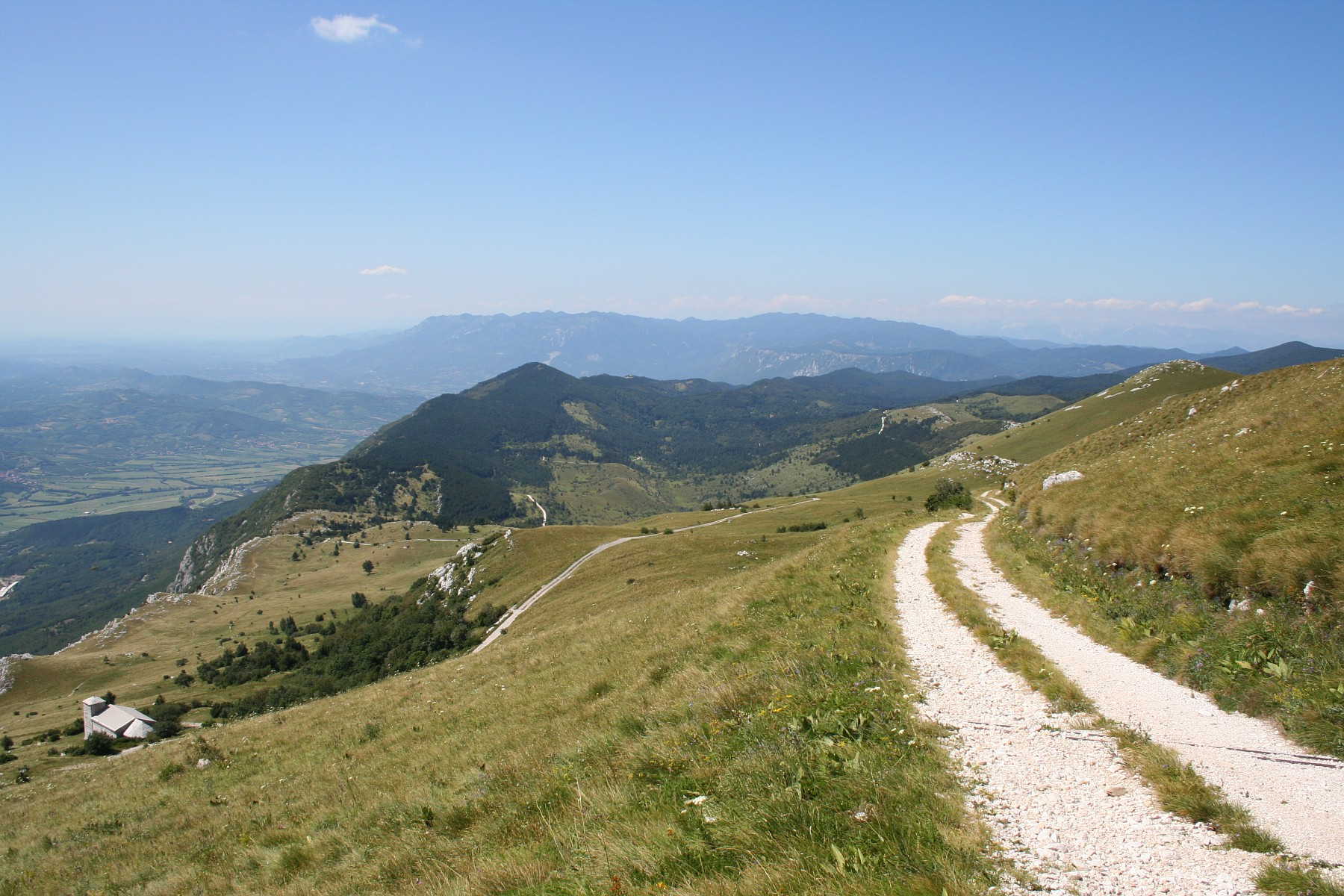
Sur le Nanos. Vue vers le Hrušica.

### Économie
Le plateau n'est habité que par une trentaine de résidents permanents, qui vivent de l'élevage et du tourisme. Les éleveurs produisent un fromage de vache, qui bénéficie d'une Indication géographique protégée (IGP) depuis 2011. Avant le milieu du XXe siècle, ce fromage, connu depuis le XVIe siècle, était produit avec du lait de brebis.